# 지훈 (트로트 가수)
지훈(1989년 ~ )은 대한민국의 가수다. 2023년 싱글 [사랑의 디스코 (Prod. 후니용이)]로 데뷔했다.

## 방송
- 오빠시대 (2023) - Top58
- 미스터트롯3 (2024) - Top54

## 음반
- 사랑의 디스코 (Prod. 후니용이) (2023)
- 사나이 순정 (2023)